# Hejnał Szydłowca
Hejnał Szydłowca – sięgający epoki staropolskiej nieoficjalny symbol miasta Szydłowca. Hejnał grany jest z wieży ratuszowej na trąbce około godziny 11.30 podczas najważniejszych uroczystości miejskich.
Autorem hejnału jest Marian Nowak, zasłużony członek Miejskiej Orkiestry Dętej. Przerobił on ludową przyśpiewkę na melodię trąbkową, utrzymaną w charakterystycznym dla okolic Radomia tempie.
Oj Szy-dło-wiec na gó-rze a Sta-ra Wieś na do-le 

o-że-nił-bym się z to-bą oj że-byś mia-ła po-le